# Босбом, Йоханнес
Йоханнес Босбом (нидерл. Johannes Bosboom, 18 февраля 1817, Гаага, Южная Голландия, Нидерланды — 14 сентября 1891, Гаага, Южная Голландия, Нидерланды) — голландский художник и акварелист гаагской школы, известный особенно своими картинами церковных интерьеров. Карел Данкмейер

## Биография
В возрасте 14 лет Йоханнес Босбом стал учеником Бартоломеуса ван Хове и рисовал в его мастерской вместе с его сыном Хубертусом ван Хове. Вместе они работали над декорациями, которые Бартоломеус создал для Королевского театра в Гааге. Кроме того, Босбом брал уроки с 1831 по 1835 год и снова с 1839 по 1840 год в Королевской академии искусств. Здесь же он познакомился с Антони Валдорпом и Вейнандом Нёйеном.

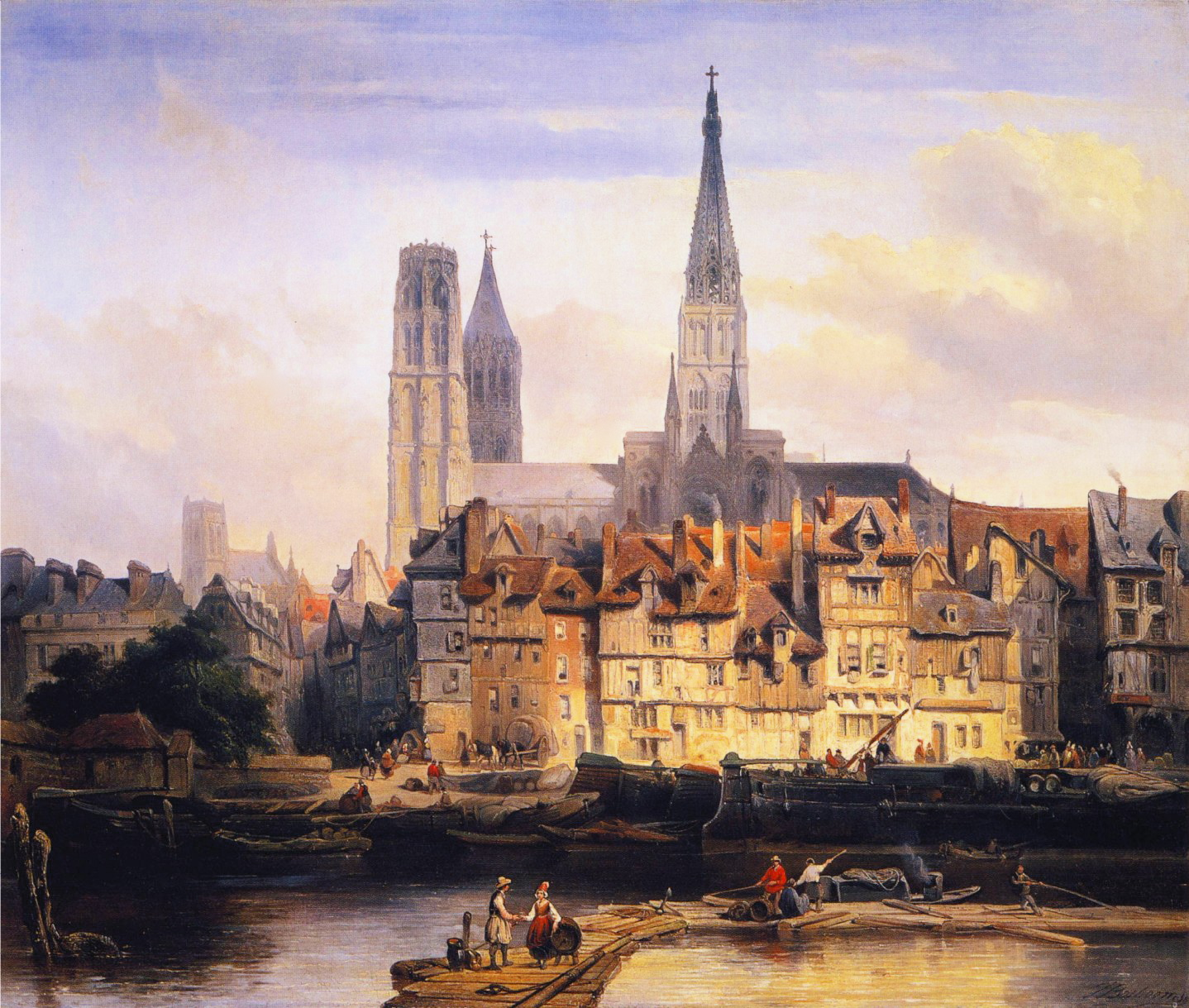
Вид на Парижскую набережную и Руанский собор

Молодой Босбом отправился в Пруссию в 1835 году в Дюссельдорф, Кёльн и Кобленц, где написал акварелью «Вид на Мозельский мост в Кобленце». Эта картина была приобретена Андреасом Схелфхаутом, который стал его другом. В 1839 году Йоханнес побывал в Париже и Руане и получил серебряную медаль за «Вид на Парижскую набережную и Руанский собор». Он также написал несколько картин с церковными интерьерами, относительно традиционный жанр, в котором художники XVII века Питер Санредам и Эмануэль де Витте служили важными примерами. Босбом достиг своей самой большой славы в этом жанре и на протяжении всей своей карьеры он неоднократно возвращался к нему.
Выбор Йоханнеса может показаться изолирующим его от остальной части гаагской школы, но его поиск способов воспроизведения пространственной атмосферы через свет, тень и цветовые тонкости ставит его в самый центр этой школы. В 1873 году, во время пребывания в Схевенингене, он написал много акварельных картин с видами города, дюн, пляжа и моря. Вполне возможно, что эти картины побудили Хендрика Месдаха и Якоба Мариса ещё больше сосредоточиться на море и пляже в качестве сюжетов.

### Награды
- Офицер Ордена Леопольда I (1886)[4]

## Галерея

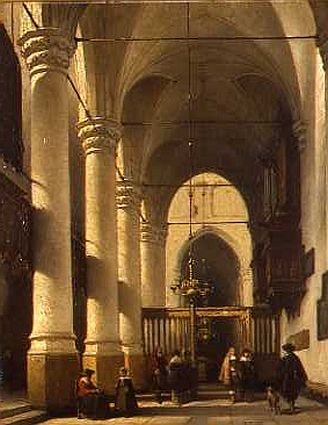
Интерьер Бакенессеркерка
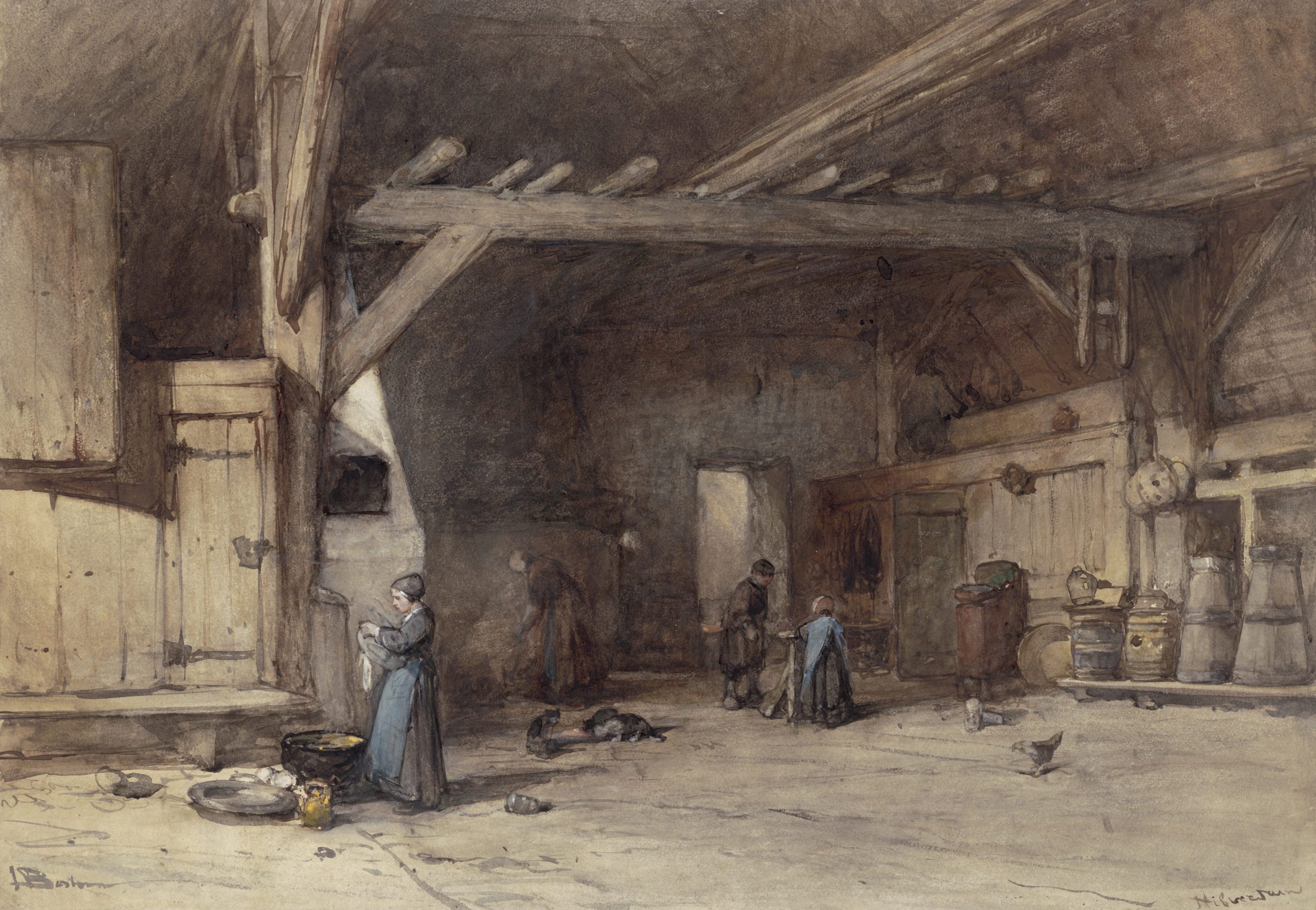
Интерьер фермерского дома недалеко от Хилверсюма
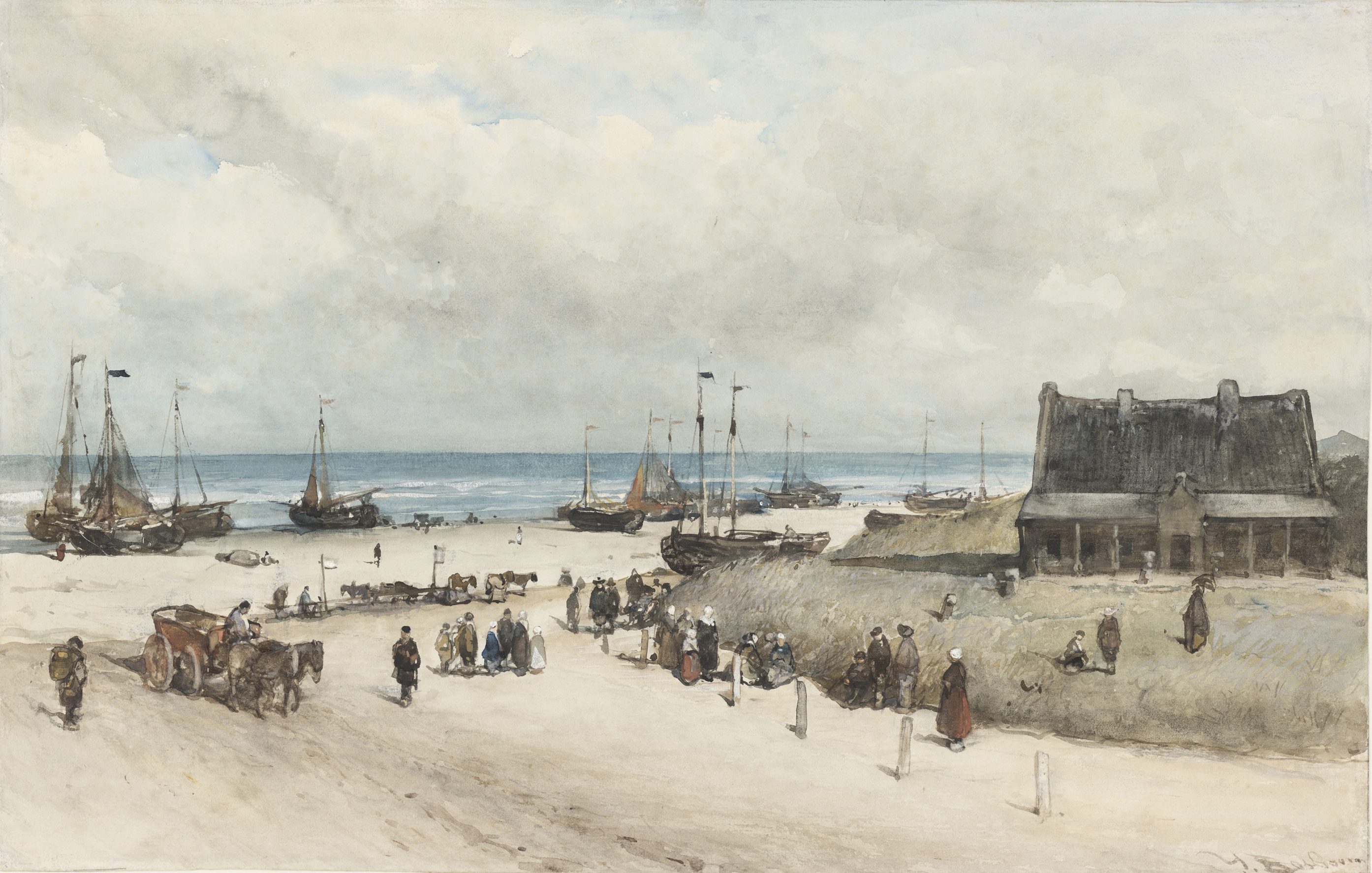
Пляж в Схевенингене
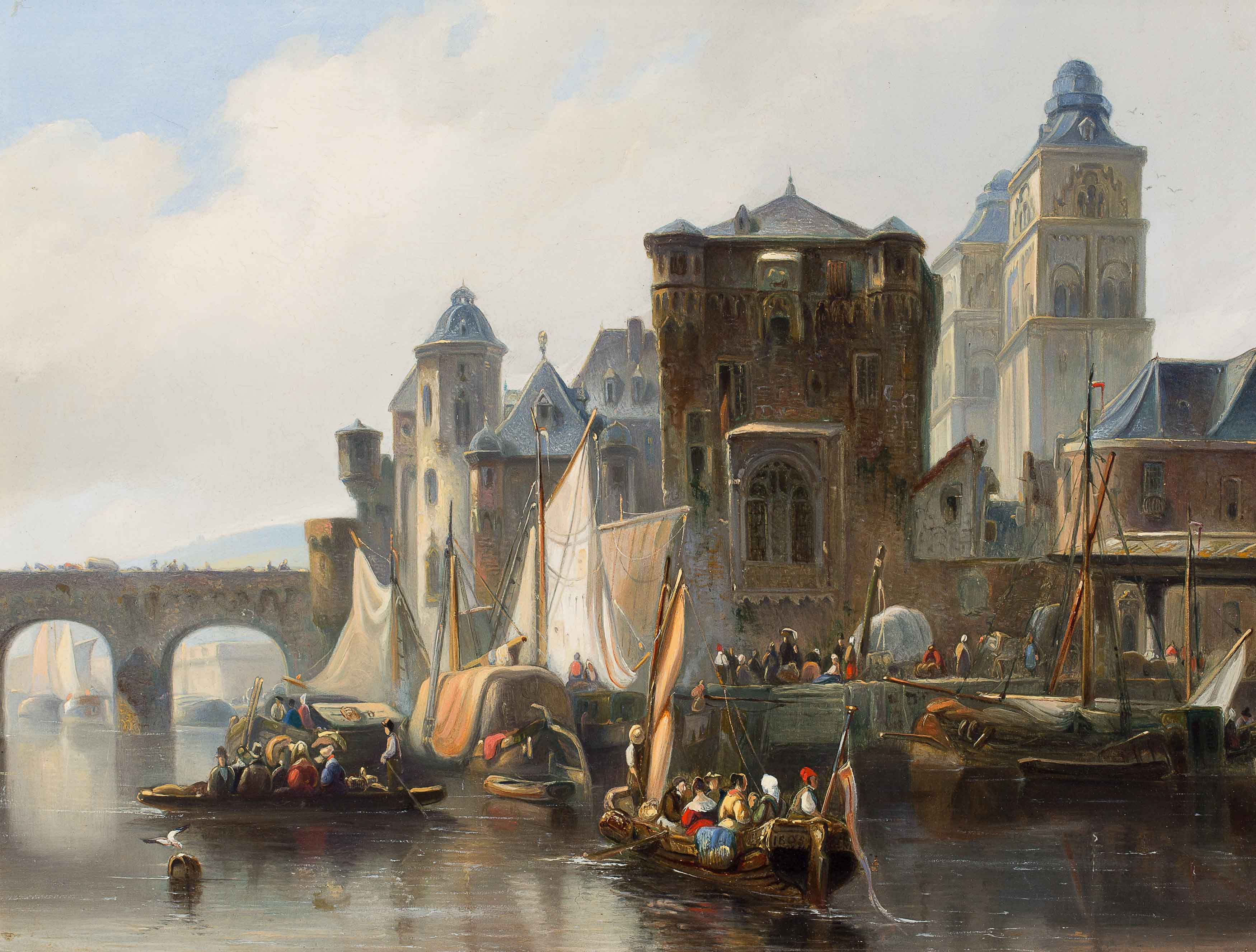
Вид на Кобленц
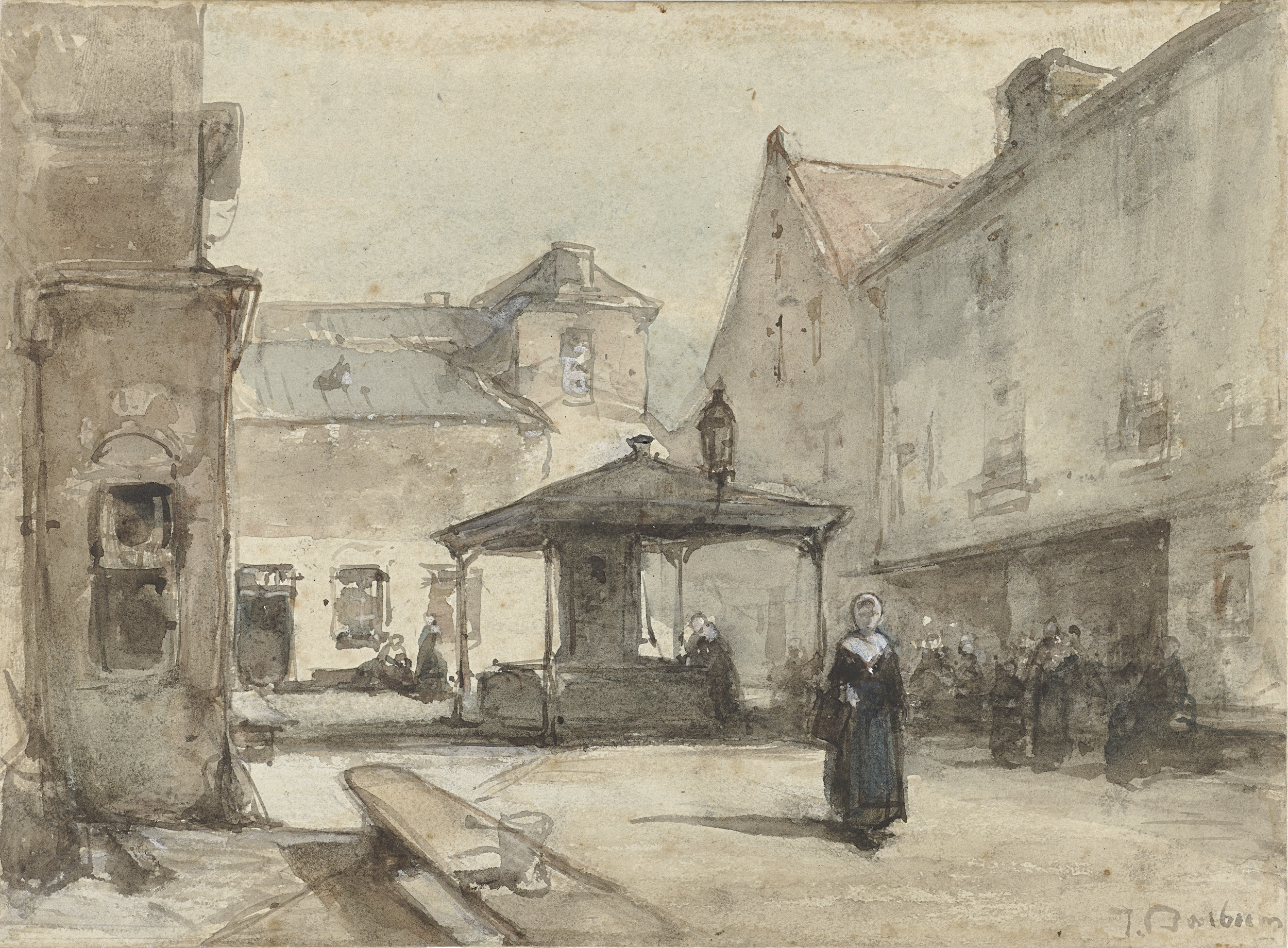
Городская площадь
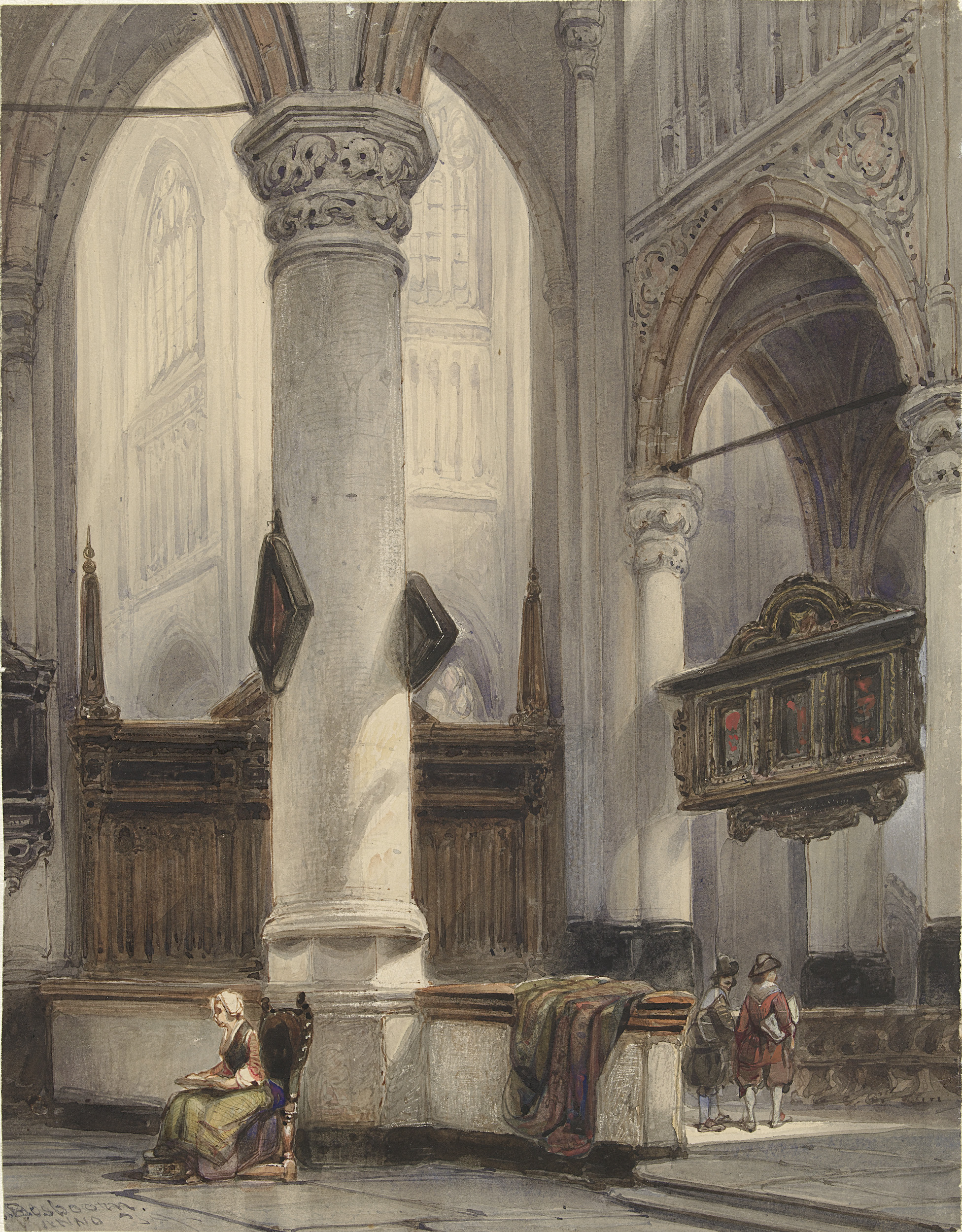
Интерьер Ньиве керк в Делфте